# 洛朗·康斯坦丁
洛朗·康斯坦丁（法語：Laurent Constantin，1988年6月10日—），法國男子羽毛球運動員。

## 簡歷
2015年7月，洛朗·康斯坦丁代表法國（Sports Management School）出戰韓國光州市舉行的世界大學生運動會羽毛球比賽。

## 主要比賽成績
只列出曾進入準決賽的國際賽事成績：
| 年份   | 賽事                     | 公開賽級別 | 項目     | 拍檔               | 成績   |
| ------ | ------------------------ | ---------- | -------- | ------------------ | ------ |
| 2009年 | 葡萄牙羽毛球國際賽       | 國際系列賽 | 男子雙打 | 塞巴斯蒂安·文森特  | 亞軍   |
| 2009年 | 塞浦路斯羽毛球國際賽     | 國際系列賽 | 男子雙打 | 塞巴斯蒂安·文森特  | 亞軍   |
| 2010年 | 奧地利羽毛球國際挑戰賽   | 國際挑戰賽 | 男子雙打 | 塞巴斯蒂安·文森特  | 準決賽 |
| 2010年 | 芬蘭羽毛球公開賽         | 國際挑戰賽 | 男子雙打 | 塞巴斯蒂安·文森特  | 冠軍   |
| 2011年 | 秘魯羽毛球國際賽         | 國際挑戰賽 | 男子雙打 | 塞巴斯蒂安·文森特  | 準決賽 |
| 2011年 | 匈牙利羽毛球國際賽       | 國際系列賽 | 男子雙打 | 塞巴斯蒂安·文森特  | 準決賽 |
| 2012年 | 愛沙尼亞羽毛球國際賽     | 國際系列賽 | 男子雙打 | 塞巴斯蒂安·文森特  | 冠軍   |
| 2012年 | 克羅地亞羽毛球國際賽     | 國際系列賽 | 男子雙打 | 塞巴斯蒂安·文森特  | 準決賽 |
| 2012年 | 克羅地亞羽毛球國際賽     | 國際系列賽 | 混合雙打 | 泰沙娜·维尼斯·瓦汉 | 準決賽 |
| 2012年 | 羅馬尼亞羽毛球國際賽     | 國際系列賽 | 男子雙打 | 塞巴斯蒂安·文森特  | 冠軍   |
| 2013年 | 愛沙尼亞羽毛球國際賽     | 國際系列賽 | 男子雙打 | 马修·罗英平        | 冠軍   |
| 2013年 | 大溪地羽毛球國際挑戰賽   | 國際挑戰賽 | 男子雙打 | 马修·罗英平        | 亞軍   |
| 2013年 | 大溪地羽毛球國際挑戰賽   | 國際挑戰賽 | 混合雙打 | 泰沙娜·维尼斯·瓦汉 | 亞軍   |
| 2013年 | 西班牙羽毛球公開賽       | 國際挑戰賽 | 混合雙打 | 泰沙娜·维尼斯·瓦汉 | 準決賽 |
| 2013年 | 波多黎各羽毛球國際挑戰賽 | 國際挑戰賽 | 男子雙打 | 马修·罗英平        | 亞軍   |
| 2013年 | 波多黎各羽毛球國際挑戰賽 | 國際挑戰賽 | 混合雙打 | 劳拉·舒瓦内        | 亞軍   |
| 2014年 | 愛沙尼亞羽毛球國際賽     | 國際系列賽 | 男子雙打 | 马修·罗英平        | 亞軍   |
| 2014年 | 危地馬拉羽毛球國際賽     | 國際挑戰賽 | 男子雙打 | 马修·罗英平        | 冠軍   |
| 2014年 | 巴西羽毛球國際賽         | 國際挑戰賽 | 男子雙打 | 马修·罗英平        | 亞軍   |
| 2014年 | 巴西羽毛球國際賽         | 國際挑戰賽 | 混合雙打 | 劳拉·舒瓦内        | 冠軍   |
| 2014年 | 蘇格蘭羽毛球大獎賽       | 大獎賽     | 男子雙打 | 马修·罗英平        | 準決賽 |
| 2015年 | 愛沙尼亞羽毛球國際賽     | 國際系列賽 | 男子雙打 | 马修·罗英平        | 冠軍   |
| 2015年 | 愛沙尼亞羽毛球國際賽     | 國際系列賽 | 混合雙打 | 劳拉·舒瓦内        | 準決賽 |

| 2007-2017年 | 首要超級賽 | 超級賽 | 黃金大獎賽 | 大獎賽 | 國際挑戰賽 | 國際系列賽 | 未來系列賽 | 其他 |

| 2018-2026年 | 總決賽 | 超級1000賽 | 超級750賽 | 超級500賽 | 超級300賽 | 超級100賽 | 國際挑戰賽 | 國際系列賽 | 未來系列賽 | 其他 |

### 奧運會和世錦賽參賽紀錄
|          | 搭檔              | 2010 |
| -------- | ----------------- | ---- |
| 男子雙打 | 塞巴斯蒂安·文森特 | 32強 |